# Famille Bentivoglio
Pour les articles homonymes, voir Bentivoglio (homonymie).
La famille Bentivoglio (en latin Bentivolius) ou Bentivoio est une famille princière bolognaise, aujourd'hui italienne, qui compta plusieurs condottiere et qui occupa le pouvoir souverain dans la ville de Bologne au XVe siècle durant la Renaissance.

## Histoire

Portrait de Giovanni II Bentivoglio par Ercole de' Roberti

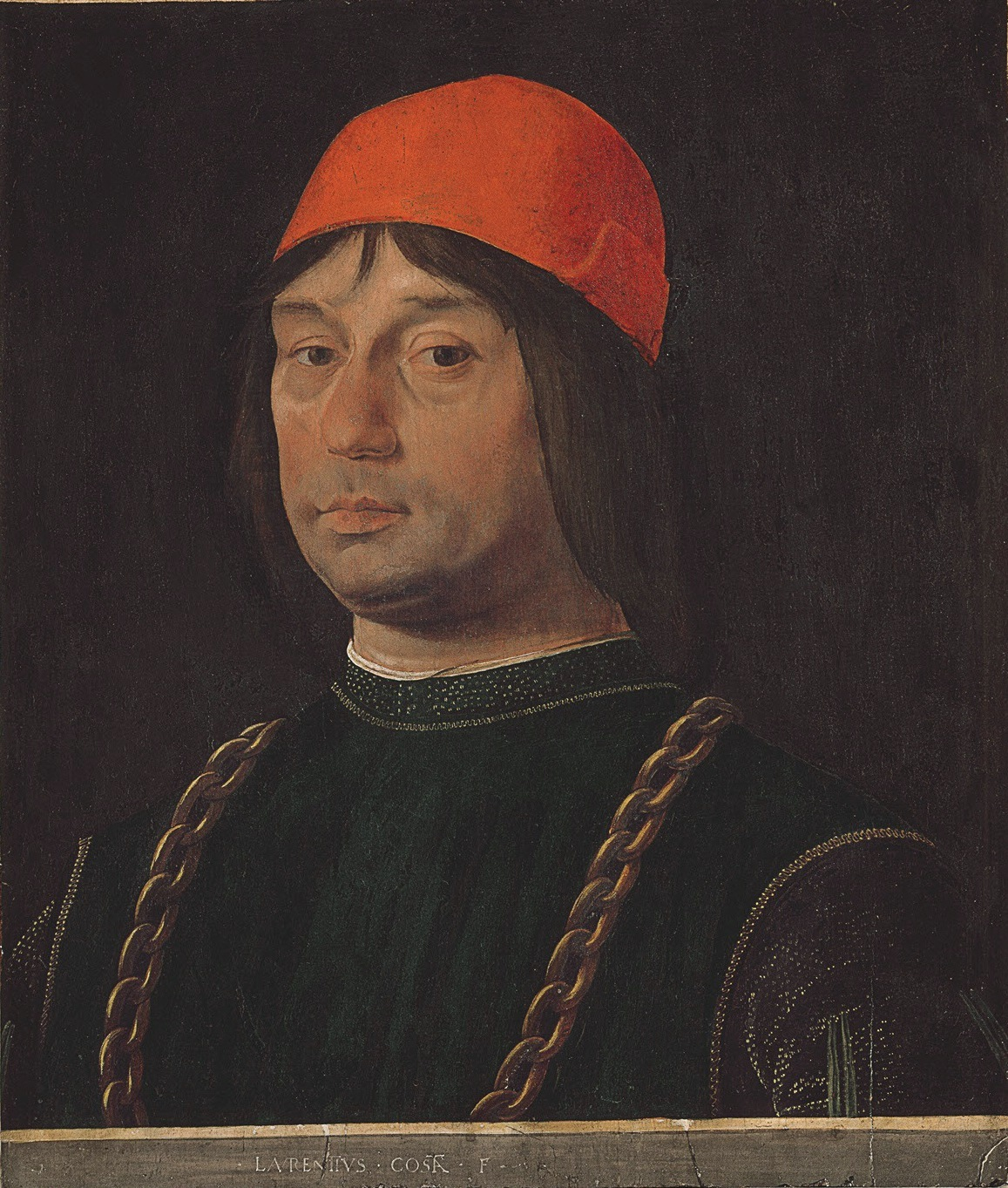
Portrait de Giovanni II Bentivoglio par Lorenzo Costa

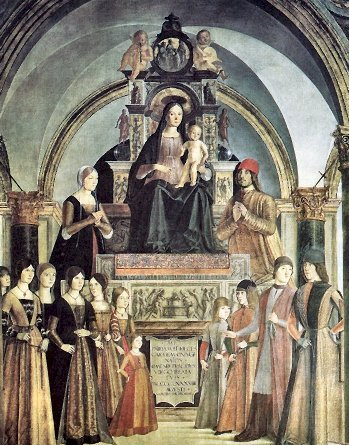
Le Retable Bentivoglio, de Lorenzo Costa

La préséance des Bentivoglio dans la ville apparaît dès 1323. D'abord maîtresse du château du même nom situé dans les environs de Bologne, la famille prétendait descendre d'Enzio, roi de Sardaigne, fils illégitime de l'empereur Frédéric II. À la fin du XIIIe siècle, elle est liée au parti guelfe et sert de contrepoids à la puissance des seigneurs gibelins. Puis, la famille acquiert de l'influence en prenant la tête de la faction gibeline (favorable au pouvoir de l'empereur) au sein de la haute aristocratie bolonaise. Sa lutte contre le clan de Giovanni da Oleggio en 1354 provoque son exil. Lorsque la ville est disputée au pape Eugène IV par les Visconti, les membres du clan Bentivoglio font le choix de la carrière des armes et créent une condotta mise au service de commanditaires. Ils reviennent en ville par intermittence et s'accommodent des guérillas locales pour se maintenir au pouvoir quelles que soient les difficultés.

### GiovanniIerBentivoglio
Au milieu des désordres engendrés par le régime populiste, Giovanni Ier Bentivoglio, avec l'aide de Gian Galeazzo Visconti, se proclama en 1401 seigneur de Bologne. Quand les Visconti, jaloux et inquiets de sa nouvelle puissance et de sa popularité, se retournèrent contre lui, Giovanni fut vaincu et tué à la bataille de Casalecchio, en 1402. Son corps fut inhumé, au milieu des innombrables témoignages de l'affliction publique, dans l'église San Giacomo Maggiore de Bologne, le panthéon de sa lignée.

### Anton Galeazzo Bentivoglio
Les décennies suivantes furent agitées pour la jeune dynastie. Le fils unique et tendrement aimé de Giovanni Ier, Anton Galeazzo (vers 1385-1435), avait étudié le droit civil et était un brillant légiste ainsi qu'un commentateur avisé du droit romain. Il abandonna pourtant ses livres pour le service de sa patrie et assuma brièvement le pouvoir à Bologne, en 1420, mais il fut vite renversé par les factions. Il se fit alors condottiere et fut finalement assassiné Le 25 décembre 1435, par des sicaires du pape qui craignait son influence grandissante à Bologne, où il venait de rentrer, et où beaucoup estimaient que le principat des Bentivoglio était la seule issue au désordre. Durant son règne, les Bentivoglio furent investis du fief de Castel Bolognese. À sa mort, le condottiere Facino Corte asservit la ville et son comté où il provoqua des dommages considérables.

### AnnibaleIerBentivoglio
La famille était éclipsée, mais non vaincue. Elle ne tarda pas à se redresser en la personne d'Annibale Ier, un des fils d'Anton Galeazzo que ses adversaires politiques accusaient de bâtardise, allant jusqu'à prétendre que sa mère, Lina Canigiani, était elle-même incertaine quant à la paternité de l'enfant et qu'un coup de dés avait tranché la question. En 1438, Annibale prit la tête d'une révolte urbaine contre la tyrannie pontificale. Politique impitoyable mais au fond homme de paix, il s'efforça de pacifier les relations avec les Visconti de Milan et de convaincre le pape de renoncer au pouvoir temporel archaïque qu'il prétendait exercer sur Bologne au mépris des droits de ses habitants. En 1442, Niccolò Piccinino, un condottiere sans scrupule au service des Visconti, emprisonna Annibale et ses partisans à Varano, mais Annibale fut libéré dès 1442 par Galéas Marescotti. Aussitôt qu'il rentra à Bologne, les pouvoirs souverains lui furent confirmés par les habitants de la ville, qui identifiaient sans cesse davantage leur liberté et leur identité avec leur famille princière. Annibale fut pourtant assassiné en juin 1445 par un aristocrate rival, Battista Canneschi, dont la main avait notoirement été armée par le pape Eugene IV.

### SanteIerBentivoglio
Annibale Ier eut pour successeur Sante Ier (1426-1463), un fils d'Ercole Bentivoglio, lui-même cousin d'Annibale. Afin de le protéger, on avait fait passer Sante pour le fils d'un humble forgeron et il avait commencé sa vie comme apprenti dans l'art de la laine à Florence. Les Bolonais étaient désormais si attachés à leur dynastie qu'aussitôt qu'ils apprirent l'existence de cet héritier, ils l'envoyèrent chercher à Florence et lui confièrent le gouvernement de leur ville ainsi que la régence au nom de l'enfant mineur laissé par Annibale après un accord avec les autorités ecclésiastiques: cet acte de piété filiale de la part des sujets de Bentivoglio fit l'admiration de Machiavel. Avec le soutien des Médicis, le règne de Sante Bentivoglio marqua une période de calme politique et de prospérité économique pour Bologne. Son principat demeurait toutefois sous la souveraineté théorique du pape, mais, par une politique tout en finesse, Sante parvint à acquérir sans cesse davantage d'autonomie à l'égard de cette domination cléricale. Il réorganisa l'ordre politique de la cité, jusqu'alors livrée à l'anarchie destructrice des factions, grâce à l'établissement d'un régime oligarchique harmonieux : il institua un sénat urbain où siégèrent seize membres représentants de la meilleure  noblesse, mais aussi l'élite bourgeoise. Sur le plan diplomatique, Bologne renforça aussi ses relations avec Venise, Milan et Florence, jouant de leurs rivalités pour préserver tout à la fois la paix en Italie du nord et sa propre indépendance. Le calme revenu, le papae propose sa protection contre toutes les agressions. Cependant, l'esprit républicain qui anime les seigneurs de la cité n'est qu'une façade. Respectueux des traditions communales, ils espèrent reprendre en main le destin de la ville.

### Giovanni II Bentivoglio
À sa mort en 1462, et bien qu'il eût un fils, Sante eut pour successeur son pupille Giovanni II (1443-1508), le fils orphelin d'Annibale Ier. Ami des arts et des lettres, collectionneur avisé, Giovanni II eut un règne long et brillant qui fut comme un apogée de la dynastie, mais il devait être en définitive le dernier prince de Bologne. Sous son impulsion, la ville prit un nouvel essor politique, artistique et civil. Un important réaménagement urbain fut réalisé, impliquant la construction et la restauration systématique de nombreux palais et églises et l'assainissement du réseau urbain. Mais les papes aspiraient toujours à mettre un terme à l'insolente indépendance de Bologne, qui défiait leurs insatiables ambitions temporelles, et la propagande pontificale sut habillement susciter le ressentiment de la population bolonaise contre ses maîtres. En 1506, la noble famille des Bentivoglio fut précipitée dans la ruine par les intrigues du pape Jules II, qui chassa Giovanni II de la ville. Cet événement marqua aussi la fin de l'indépendance de Bologne et son retour sous le joug pontifical.
En 1507, Giovanni II fit une tentative pour reprendre la ville et lui rendre sa liberté, mais sans succès. Excommunié par le pape, prisonnier du roi français Louis XII, il mourut en 1508 dans un cachot du Castello Sforzesco à Milan.

### Annibale II Bentivoglio
Un de ses fils, Annibale II (1469-1540), époux de Lucrezia d'Este, une fille illégitime du duc Ercole Ier de Ferrare, un temps condottiere, brandit une dernière fois l'étendard des Bentivoglio. N'hésitant pas à entrer en campagne contre Jules II, l'implacable adversaire de sa famille, il entra dans Bologne en triomphateur en 1511, avec l'aide des Français. Mais, confronté à la vieille haine des autres factions aristocratiques, le règne d'Annibale II ne dura qu'un an et, chassé définitivement du pouvoir, il fut finalement assassiné. Lors de son expulsion, le somptueux palais de ses ancêtres fut incendié et réduit en cendres.

## Fin de la dynastie

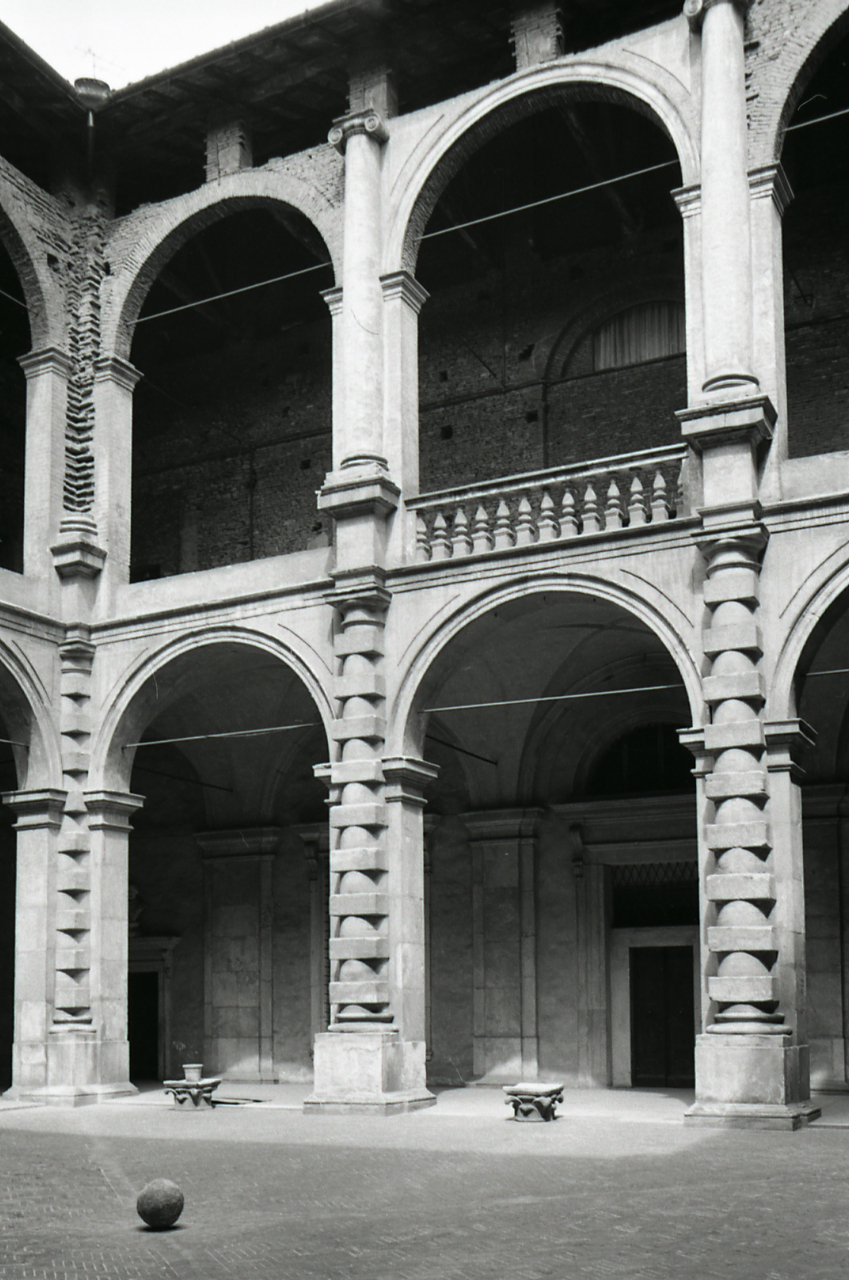
Palais Bentivoglio, via delle Belle Arti à Bologne. Photo par Paolo Monti (1969).

Expulsés de Bologne, les Bentivoglio se réfugièrent alors à Mantoue puis à Ferrare. Un rejeton de la famille, Giovanni Bentivoglio s'établit ainsi à Ferrare, et ses descendants furent agrégés au patriciat de Venise en 1488. Ils portèrent dès lors le titre de « marquis de Bentivoglio ». Un descendant en ligne féminine reçut au XIXe siècle le titre pontifical de « prince de Bentivoglio ».[réf. nécessaire]

## Armes

Les armes de la famille se blasonnent ainsi : Tranché denché d'or sur gueules.

## Personnalités
- Giovanni Ier Bentivoglio, seigneur de Bologne (1401-1402) mort à la Bataille de Casalecchio en 1402 ;
- Anton Galeazzo Bentivoglio, seigneur de Bologne (1420 - 1435) ;
- Annibale Ier Bentivoglio, seigneur de Bologne (1438 - 1443) ;
- Sante Bentivoglio, seigneur de Bologne (1446 - 1462)
- Ercole Bentivoglio condottiere et homme militaire ;
- Giovanni II Bentivoglio, seigneur de Bologne (1463 - 1506) ;
- Annibale II Bentivoglio, condottiere réfugié à Ferrare, donnant origine à la branche Estense et assumant le titre Bentivoglio d'Aragona) mort en 1540 ;
- Alessandro Bentivoglio (Bologne, 1474 – Milan, 1532) ;
- Ercole Bentivoglio, écrivain mort en 1573 ;
- Guido Bentivoglio d'Aragona, cardinal mort en 1644, président du tribunal de l'Inquisition, contribua à la condamnation de Galileo Galilei, nonce apostolique d'abord en Flandre (en) puis en France devint ministre du Roi de France délégué près de la papauté.
- Cornelio Bentivoglio, (1668-1732) cardinal, évêque de Carthage, nonce apostolique à Paris et ministre du Roi d'Espagne auprès du Vatican.
- Galeazzo Benti, nom d'artiste du Comte Galeazzo Bentivoglio, originaire de Florence, acteur qui tourna en compagnie du comique napolitain Totò.

Le Nom Bentivoglio est aussi associé au toponyme de la ville Bentivoglio dans la province de Bologne.